# Otto Dittmann
Otto Dittmann (* 23. Dezember 1856 in Kösen; † nach 1935) war ein deutscher Redakteur und Lexikograf.

## Leben
Er war der Sohn des Kaufmanns Carl Dittmann und der Bertha geborene Deistung aus Kösen bei Naumburg (Saale) in der preußischen Provinz Sachsen. Er besuchte die Landesschule Pforta und das Königliche Gymnasium in Erfurt, wo er 1878 die Maturitätsprüfung bestand. Im Anschluss studierte er an den Universitäten Berlin, Jena, Leipzig und Halle und promovierte in Leipzig zum Dr. phil. mit einer Dissertation über die Geschichte der dortigen Getreidepreisbewegung (1889). Seine Militärzeit beendete Otto Dittmann als Hauptmann der Landwehr. Danach war er ab 1889 Redakteur bei dem Konversationslexikon vom Verlagshaus F. A. Brockhaus in Leipzig. In seiner Heimatstadt Bad Kösen setzte er sich später zur Ruhe.
Dittmann war u. a. Mitglied der Gesellschaft für Erdkunde zu Leipzig.

## Schriften (Auswahl)
- Uneheliche Geburten in Leipzig in den Jahren 1877 bis 1886. In: Mitteilungen des statistischen Amtes der Stadt Leipzig, 1887, XVIII. Heft, S. 23ff.
- Die Getreidepreise in der Stadt Leipzig im 17., 18. und 19. Jahrhundert. Ein Beitrag zur Geschichte der Preisbewegung (= Mittheilungen des statistischen Amtes der Stadt Leipzig, Heft 21). Duncker & Humblot, Leipzig 1889.